# Tin Machine Tour
Tin Machine Tour — концертный тур англо-американской хард-рок-группы Tin Machine (музыкального проекта Дэвида Боуи), организованный в поддержку одноимённого альбома. Гастроли стартовали исполнением песни «Heaven’s in Here» на церемонии вручения наград International Music Awards в Нью-Йорке 31 мая 1989 года. Всего было отыграно 12 концертов в шести странах (США, Дания, Германия, Нидерланды, Франция, Великобритания) на площадках вместимостью до 2 000 человек. В концертную программу входил весь материал дебютного альбома группы, за исключением песни «Video Crime», дополненный кавер-версиями песен Боба Дилана и Johnny Kidd & The Pirates.

## История
Группа играла в «модных чёрных костюмах» на фоне яркого освещения, что расценили как дистанцирование от предыдущего турне Боуи. Шоу 17 июня было добавлено в последнюю минуту, когда Боуи увидел длинные очереди за билетами на
выступление днём раньше; шоу состоялось в полночь (технически — ночь на 16 июня), и билеты были проданы за полцены. На выступление 24 июня в Амстердаме видеоэкраны были установлены за пределами зала для тех, кто не смог достать
билеты. Во время шоу было снято видео на песню «Maggie’s Farm», кавер-версию композиции Боба Дилана.
Фрагменты концерта 25 июня в La Cigale в Париже были записаны на аудио и впоследствии транслировались на радио Westwood One FM. Четыре песни с этого же выступления были выпущены в качестве би-сайдов к синглам 1989 года; «Tin Machine» и «Prisoner of Love». 8 песен, исполненных на этом шоу, были выпущены в концертном альбоме Live at La Cigale, Paris, 25th June, 1989 в августе 2019 года, в честь 30-летия выступления. Выпуск альбома курировал Тим Палмер — продюсер дебютной пластинки Tin Machine.
Обозреватель газеты Los Angeles Times оставил положительный отзыв о первом концерте турне отметив, что «группа была полна жизни, шумная и дерзкая, добродушная и умная». Рецензент журнала Rolling Stone отметил, что фанаты, которые пришли посмотреть, как «Измождённый Белый Герцог напевает „Young Americans“» будут глубоко разочарованы, поскольку девизом Боуи был — «никаких старых песен, никаких выходов на бис и никаких извинений». Реакция на концерты группы в США была неоднозначной, поскольку фанаты и критики считали, что присутствие Боуи зачастую было более захватывающим, чем музыка, которую играла группа. В конечном счёте редакция журнала Rolling Stone заявила, что именно присутствие Боуи «подняло песни с уровня среднего гранжа до уровня театрального авангардного рока», а впоследствии подчеркнуло, что это помогло Боуи восстановить часть авторитета, который он утратил с предыдущим альбомом и турне.

## Участвующие музыканты
- Дэвид Боуи — ведущий вокал, гитара
- Ривз Гэбрелс — соло-гитара, бэк-вокал
- Тони Сэйлс — бас-гитара, бэк-вокал
- Хант Сэйлс — ударные, бэк-вокал

Дополнительные музыканты
- Кевин Армстронг[англ.] – ритм-гитара, бэк-вокал (участвовал в записи Blah Blah Blah, Tin Machine, Tin Machine II)

## Расписание концертов
- 14 июня 1989 — The World (Нью-Йорк, Соединённые Штаты)

Список композиций: «Sacrifice Yourself», «Heaven’s in Here», «Amazing», «Working Class Hero», «Tin Machine», «Sorry»,
«Prisoner of Love», «Bus Stop» (кантри-версия), «Bus Stop», «I Can’t Read», «You’ve Been Around», «Baby
Can Dance», «Run», «Crack City», «Pretty Thing», «Under The God»
- 16 июня 1989 — The Roxy[англ.] — (Лос-Анджелес, Соединённые Штаты)

Список композиций: «Sacrifice Yourself», «Heaven’s in Here», «Amazing», «Working Class Hero», «Tin Machine», «Prisoner of
Love», «Sorry», «Bus Stop», «Bus Stop» (кантри-версия), «Run», «I Can’t Read», «Baby Can Dance», «Pretty Thing»,
«Crack City», «Under The God»
- 17 июня 1989 — The Roxy (Лос-Анджелес, Соединённые Штаты)

Список композиций: «Sacrifice Yourself», «Heaven’s in Here», «Working Class Hero», «Sorry», «Bus Stop» (кантри-версия),
«Bus Stop», «I Can’t Read», «Run», «Pretty Thing», «Crack City», «Baby Can Dance», «Under The God»
- 21 июня 1989 — Saga Rockteatre (Копенгаген, Дания)

Список композиций: «Sacrifice Yourself», «Heaven’s in Here», «Amazing», «Working Class Hero», «Tin Machine», «Prisoner of
Love», «Sorry», «Bus Stop» (кантри-версия), «Bus Stop», «Run», «I Can’t Read», «Baby Can Dance», «Pretty Thing»,
«Crack City», «Under The God»
- 22 июня 1989 — Docks[англ.] (Гамбург, Германия)

Список композиций: «Amazing», «Sacrifice Yourself», «Heaven’s in Here», «Working Class Hero», «Tin Machine», «Sorry»,
«Bus Stop», «Bus Stop» (кантри-версия), «Run», «Maggie’s Farm», «Baby Can Dance», «I Can’t Read», «Pretty
Thing», «Crack City», «Under The God»
- 24 июня 1989 — Paradiso (Амстердам, Нидерланды)

Список композиций: «Amazing», «Sacrifice Yourself», «Heaven’s in Here», «Working Class Hero», «Prisoner of Love»,
«Tin Machine», «Sorry», «Bus Stop» (кантри-версия), «Bus Stop», «Run», «Maggie’s Farm», «I Can’t Read»,
«Baby Can Dance», «Pretty Thing», «Crack City», «Under The God»
- 25 июня 1989 — La Cigale[англ.] (Париж, Франция)

Список композиций: «Amazing», «Heaven’s in Here», «Sacrifice Yourself», «Working Class Hero», «Prisoner of Love», «Tin
Machine», «Sorry», «Bus Stop» (кантри-версия), «Bus Stop», «Run», «Maggie’s Farm», «I Can’t Read», «Baby Can
Dance», «Pretty Thing», «Crack City», «Under The God»
На разогреве : La Place (Франция)
Местный промоутер : Alain Lahana
- 27 июня 1989 — The Town & Country Club[англ.] (Лондон, Англия)

Список композиций: «Amazing», «Heaven’s in Here», «Sacrifice Yourself», «Working Class Hero», «Prisoner of Love», «Sorry»,
«Bus Stop», «Run», «Maggie’s Farm», «I Can’t Read», «Baby Can Dance», «Pretty Thing», «Crack City», «Under The God»
На разогреве : Jesus Jones (Великобритания)
- 29 июня 1989 — National Ballroom (Лондон, Англия)

Список композиций: «Bus Stop» (кантри-версия), «Bus Stop», «Amazing», «Working Class Hero», «Sacrifice Yourself»,
«Heaven’s in Here», «Prisoner of Love», «Sorry», «Now», «Run», «Baby Can Dance», «Tin Machine», «Maggie’s
Farm», «I Can’t Read», «Shakin’ All Over», «Pretty Thing», «Crack City», «Under The God»
- 1 июля 1989 — Newport Leisure Centre[англ.] (Ньюпорт, Уэльс)

Список композиций: «Amazing», «Heaven’s in Here», «Sacrifice Yourself», «Working Class Hero», «Prisoner of Love», «Sorry»,
«Bus Stop» (кантри-версия), «Bus Stop», «Shakin’ All Over», «Run», «Baby Can Dance», «I Can’t Read», «Maggie’s
Farm», «Pretty Thing», «Crack City», «Under The God»
- 2 июля 1989 — St. George’s Hall[англ.] (Брадфорд, Англия)

Список композиций: «Now», «Amazing», «Heaven’s in Here», «Bus Stop» (кантри-версия), «Bus Stop», «Working Class Hero»,
«Prisoner of Love», «Sacrifice Yourself», «Sorry», «Run», «I Can’t Read», «Maggie’s Farm», «Tin Machine», «Baby Can
 Dance», «Shakin’ All Over», «Pretty Thing», «Crack City», «Under The God»
- 3 июля 1989 — The Forum (Ливингстон, Шотландия)

Список композиций: «Amazing», «Heaven’s in Here», «Working Class Hero», «Shakin’ All Over», «Sorry», «Sacrifice Yourself»,
«Bus Stop» (кантри-версия), «Bus Stop», «Run», «I Can’t Read», «Maggie’s Farm», «Baby Can Dance», «Tin Machine»,
«Pretty Thing», «Crack City», «Under The God»

## Звучащие в турне песни
Из альбома Tin Machine
- «Heaven’s in Here»
- «Tin Machine» (Дэвид Боуи, Ривз Гэбрелс, Хант Сэйлс, Тони Сэйлс)
- «Prisoner of Love» (Дэвид Боуи, Ривз Гэбрелс, Хант Сэйлс, Тони Сэйлс)
- «Crack City»
- «I Can’t Read» (Дэвид Боуи, Ривз Гэбрелс)
- «Under the God»
- «Amazing» (Дэвид Боуи, Ривз Гэбрелс)
- «Working Class Hero» (оригинальная версия выпущена в альбоме John Lennon/Plastic Ono Band (1970) Джона Леннона; автор и композитор: Джон Леннон)
- «Bus Stop» (Bowie, Gabrels)
- «Pretty Thing»
- «Run» (Дэвид Боуи, Кевин Армстронг[англ.])
- «Sacrifice Yourself» (Дэвид Боуи, Хант Сэйлс, Тони Сэйлс)
- «Baby Can Dance»

Из альбома Tin Machine II
- «Sorry» (Хант Сэйлс)

Из альбома Black Tie White Noise
- «You’ve Been Around» (Дэвид Боуи, Ривз Гэбрелс)

Прочие песни:
- «Maggie’s Farm» (оригинальная версия выпущена в альбоме Bringing It All Back Home (1965) Боба Дилана; автор и композитор: Боб Дилан)
- «Now» (песня записанная во время студийных сессий Tin Machine, но не попавшая в альбом, авторы: Дэвид Боуи и Кевин Армстронг, дополнена «нойзовыми» фрагментами ремейка композиции «Look Back in Anger» (1988), позже перезаписана в качестве заглавной композиции к альбому Outside (1995))
- «Shakin' All Over» (оригинальная версия выпущена на внеальбомном сингле группы Johnny Kidd & The Pirates в 1960 году; автор и композитор: Джонни Кидд, позже выпущена в качестве би-сайда сингла «You Belong in Rock n’ Roll»[англ.]).